# Berresa palpalis
Berresa palpalis är en fjärilsart som beskrevs av Walker 1856. Berresa palpalis ingår i släktet Berresa och familjen nattflyn. Inga underarter finns listade i Catalogue of Life.